# サン・ヴィクトルのフーゴー

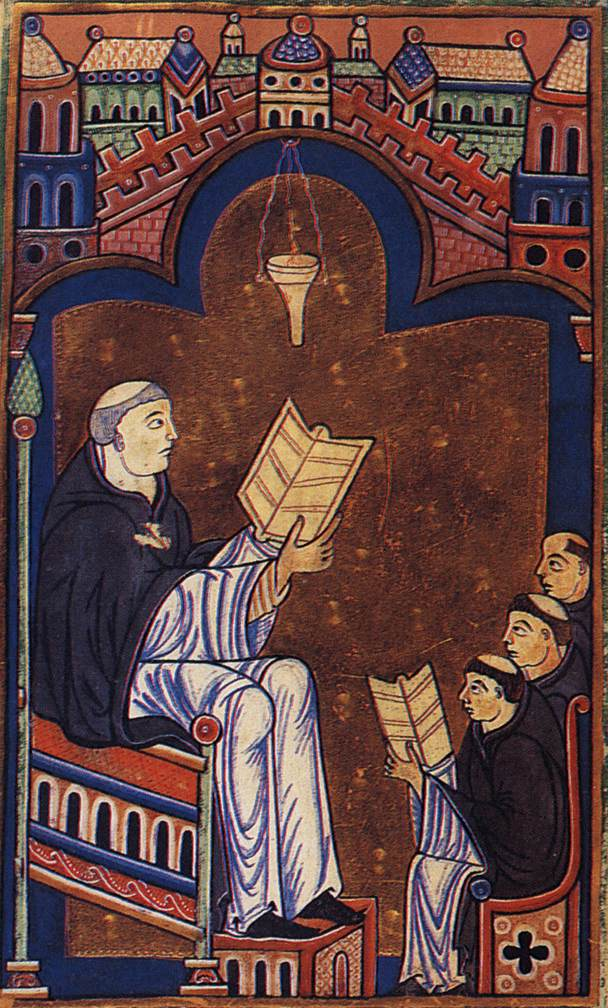
サン・ヴィクトルのフーゴー

サン・ヴィクトルのフーゴーまたはユーグ・ド・サン・ヴィクトール（仏: Hugues de Saint-Victor, 独: Hugo von St. Viktor, 羅: Hugo de Sancto Victore, 1096年 - 1141年）は、キリスト教神秘主義の神学者。現ベルギーまたはドイツのザクセン地方出身。フランスのサン・ヴィクトル修道院第2代院長を務め、サン・ヴィクトル学派の創始者となった。

## 業績
フーゴーは、神聖な諸学と世俗的な諸学とをその大著の中に集成しようとした人である。フーゴーの初期の著書は神とキリストに関する早い段階の百科事典的な本である。さらに彼は何を読むべきか、いかなる順序に読むべきかを示した。それによると、諸学は理論的学・実践的学・機械学・論理学の4つの分野にまとめられ、その中でも特に研究に値する7つの学問があるという。それを三学科（トリヴィウム）・四学科（クワトリヴィウム）と呼ぶ。この7つの学問は互いに離しがたく、そのある学科を捨てて他の学科にはげむことによって真の叡智に達することはない、と主張した。
彼は神秘主義と創世記について強い関心があった。この神秘主義は例外的な啓示を与えるというよりも、自然の事物の比喩的な解釈を求めること、精神集中によって魂の平安を導くという実践的な目的をもつものであった。フーゴーは6日間の天地創造を信じ、これを神秘、サクラメントと見なした。また彼は秘跡（サクラメント）の数が30であるとした。
フーゴーはアウグスティヌスの釈義の影響を受けていた。彼のアウグスティヌス主義は、のちにデカルトが主張したものと類似した結論に導かれる。彼は「われわれはわれわれが存在することを知らないということはできない」ということを出発点として、次のように論理を進める。われわれは常に存在していたのではなく、われわれには初めがあることを知っている。それゆえ、われわれの存在の第一の造り主たる神が必要である、と。
後継者としてサン・ヴィクトルのリカルドゥスがいる。またペトルス・ロンバルドゥスにも多大の感化を与えたという。彼の文章は死後に多くの書物で引用されることになった。
近代の思想家イヴァン・イリイチはフーゴの哲学と業績を参照している．

## 著作
- 『秘跡論』 De sacramentis
- 『学習論（フランス語版）』 Didascalion
- 『魂の手付け金についての独語録』 Soliloquium de Arrha Animae

ほか。

## 日本語訳
- 『中世思想原典集成 第9巻 サン＝ヴィクトル学派』上智大学中世思想研究所編訳・監修、平凡社、1996年 ISBN 9784582734195
  - サン＝ヴィクトルのフーゴー著、五百旗頭博治；荒井洋一訳「ディダスカリコン（学習論）――読解の研究について」
  - サン＝ヴィクトルのフーゴー著、別宮幸徳訳「魂の手付け金についての独語録」
- 『キリスト教神秘主義著作集 ３ サン・ヴィクトル派とその周辺』熊田陽一郎ほか訳、教文館、2002年 ISBN 4764232030
  - サン＝ヴィクトルのフーゴー著、田子多津子訳「ノアの神秘的箱舟について」